# Ivana Bramborová
Ivana Bramborová Mifková (Žiar nad Hronom, 11 aprile 1985) è una pallavolista slovacca.
Gioca nel ruolo di schiacciatrice e opposto.

## Carriera
La carriera di Ivana Bramborová comincia nel 2005 quando fa il suo esordio nel mondo della pallavolo professionista esordendo nel massimo campionato slovacco con la squadra del Volejbal Klub Senica con cui resta per due stagioni, vincendo altrettanti scudetti. Nel 2005 ottiene anche le prime presenze con la nazionale slovacca.
Dopo un'annata giocata nel campionato sloveno con lo ŽOK Novo Mesto, nella stagione 2008-09 viene ingaggiata dal Volejbalový klub Prostějov, squadra militante nel campionato ceco, dove in tre stagioni di permanenza vince tre scudetti di fila.
Nella stagione 2011-12 va a giocare in Italia, nel Pallavolo Villanterio Pavia, in Serie A1, con la quale però retrocede; nella stagione successiva passa all'AGIL Volley di Novara, in Serie A2, ottenendo la promozione, mentre nell'annata 2013-14 resta in Italia, vestendo la maglia del River Volley Piacenza, in massima divisione: con il club piacentino vince la Supercoppa italiana e la Coppa Italia e lo scudetto.
Nel campionato 2014-15 gioca nella A1 Ethnikī greca con l'Olympiakos, vincendo la Coppa di Grecia e lo scudetto, premiata come miglior giocatrice in entrambe le competizioni.
Dopo un periodo di inattività per maternità, ritorna in campo nel corso della stagione 2016-17 a seguito dell'ingaggio da parte dell'Olomouc nell'Extraliga ceca.

## Palmarès

### Club
- Campionato slovacco: 2

2005-06, 2006-07
- Campionato ceco: 3

2008-09, 2009-10, 2010-11
- Campionato italiano: 1

2013-14
- Campionato greco: 1

2014-15
- Coppa Italia: 1

2013-14
- Coppa di Grecia: 1

2014-15
- Supercoppa italiana: 1

2013

### Premi individuali
- 2015 - Coppa di Grecia: MVP
- 2015 - A1 Ethnikī: MVP